# Maria Enzersdorf
Maria Enzersdorf (bavarès central: Maria Enzasduaf) és una petita ciutat del districte de Mödling a l'estat de la Baixa Àustria (Àustria).
Té una superfície de 5.27 km²
Hi ha diversos castells i ruïnes als boscos que envolten Maria Enzersdorf, incloent el Palau de Liechtenstein (Schloss Liechtenstein), el Castell de Liechtenstein i la Torre Negra (Schwarzer Turm) al bosc circumdant i el Palau Hunyadi (Schloss Hunyadi) a la mateixa ciutat.

## Història

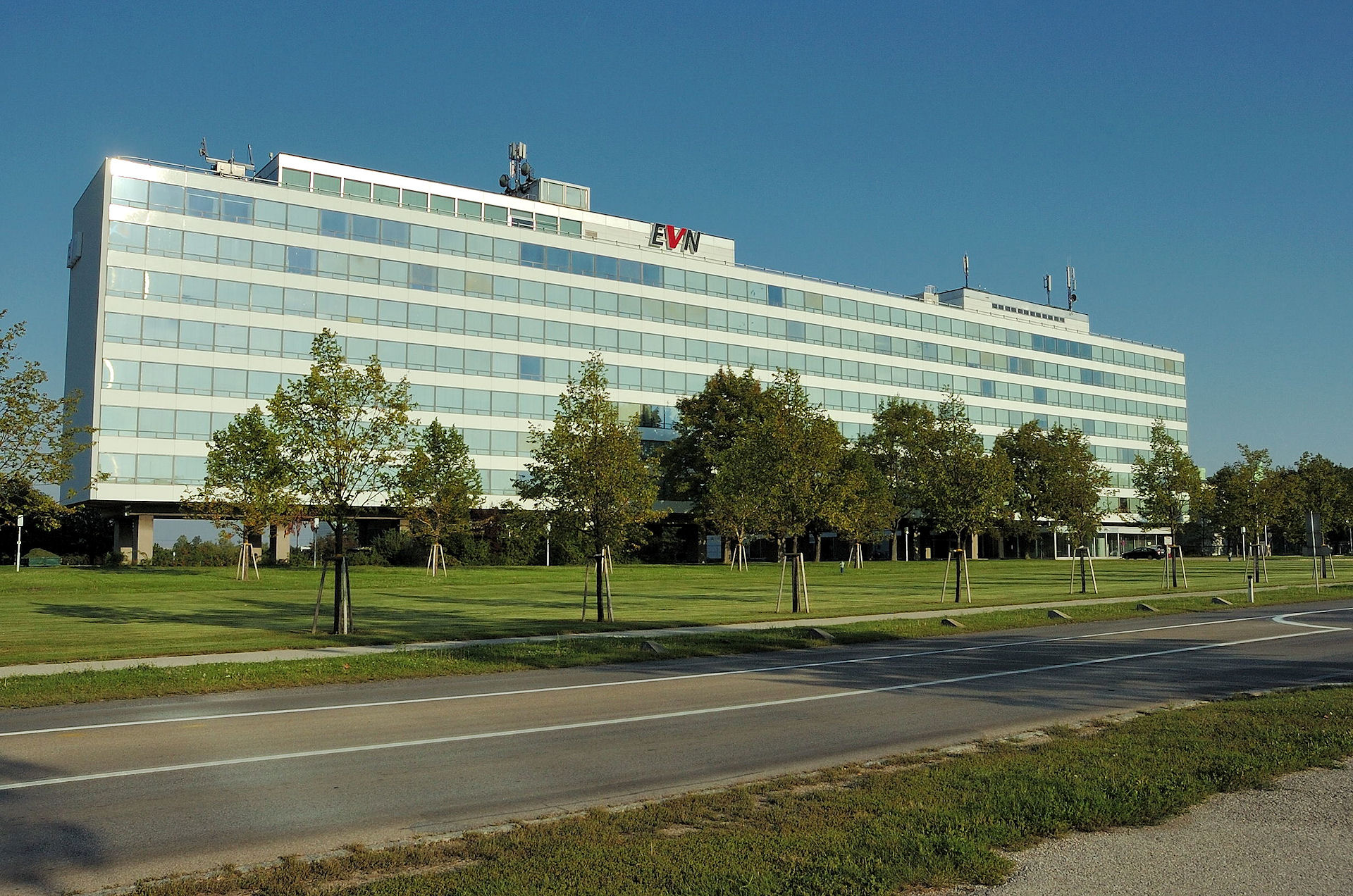
Seu de l'empresa EVN Group a Maria Enzersdorf.

Maria Enzersdorf va ser molt probablement poblada pels romans i els celtes. S'esmenta per primera vegada al segle XII. Durant aquest període també va ser quan el Castell de Liechtenstein es va construir com a fortalesa contra els magiars.
La ciutat va ser destruïda el 1529 i el 1683 per primer i segon setges otomans.
De 1938 a 1954, la ciutat va formar part del districte 24 de Viena.

## Població
L'any 2018 tenia una població de 8.829 habitants.
| Any  | Població | ±%      |
| ---- | -------- | ------- |
| 1961 | 3.825    | —       |
| 1971 | 8,120    | +112.3% |
| 1981 | 9,148    | +12.7%  |
| 1991 | 8,594    | −6.1%   |
| 2001 | 8,202    | −4.6%   |
| 2011 | 8,718    | +6.3%   |